# Eduardo Calvo
Eduardo Calvo Muñoz (né le 26 mars 1918 à Madrid et mort le 13 août 1992  dans la même ville) est un acteur espagnol.

## Filmographie partielle
- 1971 : Deux Mâles pour Alexa (Fieras sin jaula) de Juan Logar
- 1972 : El Zorro justiciero de Rafael Romero Marchent : le juge
- 1973 : La chica del Molino Rojo d'Eugenio Martín
- 1974 : Le Maréchal de l'enfer (El mariscal del infierno) de León Klimovsky : Simon de Braqueville
- 1974 : Une libellule pour chaque mort (Una libélula para cada muerto) de León Klimovsky
- 1972 : Alta tensión de Julio Buchs : l'aveugle
- 1977 : L'Anachorète (El anacoreta)
- 1988 : Baton Rouge de Rafael Moleón